# Josef Koudelka
Josef Koudelka (Boskovice, 10 gennaio 1938) è un fotografo ceco con cittadinanza francese.

## Biografia

### Esordi
Inizialmente diede sfogo al suo interesse servendosi di un apparecchio 6x6 in bakelite che utilizzava per fotografare la famiglia e i dintorni dell'abitazione. Nel 1961 conseguì un titolo accademico presso l'Università tecnica di Praga (CVUT-České Vysoké Učení Technické), tenendo in quello stesso anno la prima mostra di fotografie. In seguito lavorò come ingegnere aeronautico a Praga e Bratislava.
Iniziò a ottenere commissioni da riviste di teatro, e in questo modo, con una vecchia Rolleiflex, iniziò a fotografare con regolarità il dietro le quinte delle produzioni sceniche del Teatro di Praga. Nel 1967 Koudelka decise di rinunciare alla carriera di ingegnere per dedicarsi completamente alla fotografia.

### La Primavera di Praga
È molto nota la testimonianza fotografica che ha offerto sulla fine della Primavera di Praga: Koudelka era rientrato da un viaggio per un servizio fotografico sugli zingari della Romania, appena due giorni prima dell'invasione sovietica, nell'agosto 1968. Svegliato da una telefonata si precipitò in strada mentre le forze militari del Patto di Varsavia entravano a Praga per soffocare il riformismo ceco. I negativi di Koudelka lasciarono Praga seguendo canali clandestini, nelle mani dell'agenzia Magnum Photos, e finirono per essere pubblicate sul periodico The Sunday Times, in maniera anonima, contrassegnate unicamente dalle iniziali P.P., sigla di Prague Photographer ("fotografo di Praga"), nel timore di rappresaglie contro di lui e la sua famiglia.
Le sue immagini di quegli eventi divennero drammatici simboli internazionali. Nel 1969 l'"anonimo fotografo ceco" fu premiato con la Robert Capa Gold Medal dell'Overseas Press Club, per la realizzazione di fotografie che richiedevano un eccezionale coraggio.

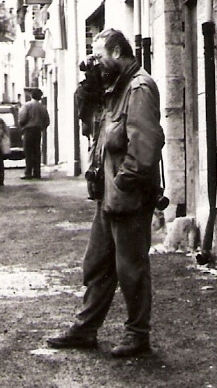
Josef Koudelka durante la processione del Venerdì Santo a Collesano - Pasqua 1987

### Asilo politico in Europa
Grazie all'interessamento della Magnum presso le autorità britanniche, poté ottenere un visto di lavoro di tre mesi con cui volò nel 1970 in Inghilterra, dove fece richiesta di asilo politico. Nel 1971 entrò nell'agenzia fotografica Magnum Photos e vi rimase per più di una decade. Nomade nel cuore, continuò a vagare per l'Europa armato della sua fotocamera e con poco altro.
Negli anni settanta e ottanta, Koudelka proseguì il suo lavoro grazie al sostegno di numerosi riconoscimenti e premi, continuando ad esporre e pubblicare importanti progetti come Gypsies (1975, il suo primo libro) e Exiles (1988, il secondo). Dal 1986 ha lavorato con una fotocamera panoramica e una selezione delle foto ottenute è stata pubblicata nel libro Chaos, del 1999. Koudelka ha pubblicato oltre una dozzina di libri di sue fotografie, inclusa la più recente opera, il volume retrospettivo Koudelka, del 2006.
Nel 1987 divenne cittadino francese, mentre poté tornare per la prima volta in Cecoslovacchia solo nel 1991. Il risultato del suo rientro in patria fu Black Triangle, un'opera in cui documentava il paesaggio devastato del suo paese.
Nel 1994 fu invitato al seguito del regista Theo Angelopoulos, impegnato nelle riprese del film Lo sguardo di Ulisse, compiendo con lui, fino alla morte di Gian Maria Volonté, un 
itinerario attraverso Grecia, Albania, Jugoslavia e Romania.
Koudelka risiede in Francia e a Praga. È padre di tre figli, ciascuno nato in un paese diverso: una figlia in Inghilterra, un'altra figlia in Francia, Lucina Koudelka e un figlio in Italia, Nicola Koudelka.

## Opera fotografica
Le prime esperienze hanno influenzato in maniera significativa la sua successiva opera fotografica, e l'enfasi da lui posta sui rituali sociali e culturali e sulla morte.
Ben presto, nella sua carriera, giunse a un profondo e più personale studio fotografico sugli Gitani della Slovacchia e, in seguito, della Romania. I risultati di questi lavori furono esposti a Praga nel 1967.
Lungo tutta la sua carriera, Koudelka è stato lodato per la capacità nel catturare la presenza dello spirito umano sullo sfondo di paesaggi malinconici. Desolazione, abbandono, partenza, disperazione e alienazione, sono temi costanti nel suo lavoro. I suoi soggetti sembrano talvolta uscire da un mondo fiabesco. Tuttavia, qualcuno legge nel suo lavoro una speranza: la persistenza dell'attività dell'uomo, a dispetto della sua fragilità. I suoi lavori più recenti focalizzano l'interesse sul paesaggio vuoto della presenza dell'uomo.

## Riconoscimenti
Ha vinto premi significativi come un Prix Nadar (1978), un Grand Prix National de la Photographie (1989), un Grand Prix Cartier-Bresson (1991), e l'Hasselblad Foundation International Award in Photography (1992). Importanti mostre dei suoi lavori sono state ospitate al Museum of Modern Art e all'International Center of Photography di New York; alla Hayward Gallery di Londra; allo Stedelijk Museum of Modern Art di Amsterdam; al Palais de Tokyo di Parigi.
Lui e il suo lavoro hanno ricevuto grande supporto e considerazione dal famoso fotografo francese Henri Cartier-Bresson, suo amico. Fu anche sostenuto, tra gli altri, dalla storica dell'arte ceca Anna Fárová.

### Premi
- 2004 - Cornell Capa Award, International Center of Photography, USA
- 1992 - Erna and Victor Hasselblad Foundation Photography Prize, Svezia
- 1991 - Grand Prix Henri Cartier-Bresson, Francia
- 1987 - Grand Prix National de la Photographie, Ministero della cultura di Francia
- 1980 - National Endowment for the Arts Council, USA
- 1978 - Prix Nadar, Francia
- 1976 - British Arts Council Grant to cover life in the British Isles, Regno Unito
- 1973 - British Arts Council Grant to cover Gypsy life in Britain, Regno Unito
- 1972 - British Arts Council Grant to cover Kendal and Southend, Regno Unito
- 1969 - Robert Capa Gold Medal Award, National Press Photographers Association, USA
- 1967 - Premio dell'Unione degli artisti cecoslovacchi, Cecoslovacchia

### Mostre ed esibizioni
- 2018 - Invasion Prague '68 - Centro Internazionale di Fotografia di Palermo
- 2014 - Vestigia 1991-2014 Forte di Bard (AO) Italia
- 2008 - Prague 1968 - Aperture Gallery, New York
- 2008 - Koudelka, Museo Benaki, Atene
- 2008 - Invaze (Invasion), Municipi della Città vecchia, Praga
- 2003 – Teatro del Tempo, Mercati di Traiano, Roma
- 2002/03 – Rétrospective - Rencontres Internationales de la Photographie, Arles, Francia;
Museo del Palacio de Bellas Artes, Città del Messico;
Museo de Arte Contemporaneo, Monterrey, Messico
- 2002 Josef Koudelka : Fotograf, National Gallery, praga, Repubblica ceca
- 1999/01 – Chaos, Palazzo delle Esposizioni, Roma; Cantieri Culturali della Zisa, Palermo
Palazzo Marino alla Scala, Milano;
The Snellman Hall, Helsinki;
Sala de exposiciones de Plaza de España, Madrid
- 1998 – Reconnaissance: Wales, National Museums and Galleries of Wales, Cardiff, Regno Unito
- 1995/97 – Periplanissis: following Ulysses' Gaze, Milo, Salonicco;
Zappeion, Atene;
Centre culturel Una Volta, Bastia, Corsica;
Rodez, Francia;
Tokyo Metropolitan Museum of Photography, Tokyo;
Museo di Storia della Fotografia Fratelli Alinari, Firenze
- 1994 – Cerny trojuhelnik - Podkrusnohori: Fotografie 1990–1994 (Black Triangle), Salmovsky Palac, Praga, Repubblica ceca
- 1990 – Josef Koudelka z Fotografického dila 1958-1990, Umeleckoprumyslové museum, Praga, Cecoslovacchia
- 1989 – Josef Koudelka, Mission Transmanche, Galerie de l'ancienne poste, Calais, Francia
- 1988/89 – Josef Koudelka, Centre National de la Photographie, Palais de Tokyo, Parigi;
International Center of Photography, New York, USA;
Deutsche Akademie der Künste – DAdK, Berlino;
Museum Folkwang, Essen, Germany;
IVAM, Valencia, Spain
- 1984 – Josef Koudelka, Hayward Gallery, London, UK
- 1977 – Gitans: la fin du voyage, Galerie Delpire, Paris;
Kunsthaus di Zurigo, Zurigo, Switzerland; Tel Aviv Museum of Art, Israele;
Victoria & Albert Museum
- 1975 – Josef Koudelka, Museum of Modern Art, New York
- 1968 – Josef Koudelka: Divadelni fotografie – 1965-1968, Divadlo za branou, Praga, Cecoslovacchia
- 1967 – Josef Koudelka: Cikáni – 1961-1966, Divadlo za branou, Praga, Cecoslovacchia
- 1961 – Divadlo Semafor, Praga, Cecoslovacchia